# Recht Israels
Das Recht Israels bezeichnet die Gesamtheit gerichtlich durchsetzbarer gesellschaftlicher Normen in Israel.

## Rechtsgeschichte
Das Recht des heutigen Israels hat seine Ursprünge in drei verschiedenen Rechtstraditionen: Dem Recht aus osmanischer Zeit, dem Recht der britischen Mandatszeit in Form des common law und dem positiven Recht des israelischen Gesetzgebers seit 1948.
Als Großbritannien 1922 das Völkerbundsmandat für Palästina erhielt, war das dort geltende Recht eine vielfältige Mischung aus dem osmanischen Zivilgesetzbuch Mecelle, unkodifiziertem islamischem Recht und – besonders im Handelsrecht – französischem Recht. Durch Art. 46 der Palestine Order in Council vom 10. August 1922 bestimmte die Mandatsmacht, dass das zum 1. November 1914 geltende osmanische Recht in Kraft bleiben sollte. Enthalte dieses Lücken, sei es „according to the substance of the common law, and the doctrines of equity“ zu ergänzen. Ferner übernahm man Inhalte des englischen case law, das nur zu diesem Zweck als Formelles Recht in Gesetzesform gebracht wurde – während in England selbst das case law als solches fortgalt. Die Rechtsprechung der englischen Gerichte war als binding precedent auch im Mandatsgebiet bindend. In den dreißig Jahren des britischen Mandats kam es so zu einer weitgehenden Anglisierung des geltenden Recht.
Die Gründung des Staates Israel 1948 brachte zunächst keine tiefgreifenden Veränderungen: Die Law and Administration Ordinance 1948 ließ alles geltende Recht in Kraft, soweit es nicht durch neue Legislativakte geändert wurde. Bis in die Gegenwart ist deshalb ein großer Teil des Rechts Israels im Bereich des Handels- und Gesellschaftsrechts materiell englisches Recht, auch wenn seit 1972 die Rechtsprechung der englischen Gerichte nicht mehr bindend ist. Das ottomanische Recht ist nur noch in wenigen Bereichen relevant, da der israelische Gesetzgeber besonders das Vertrags- und Sachenrecht neu geordnet hat. Langfristig soll das geltende Privatrecht in die typisch kontinentale Form eines Zivilgesetzbuches überführt werden. Das englische Recht weicht somit mehr und mehr einer selbständigen israelischen Rechtswissenschaft, die methodisch dennoch dem common law nahesteht:

“Israeli case-law remains typical of that in countries following the common law tradition. The manner of discussion, the mode of reasoning and the general approach are all characteristic of the common law system. This is also true of the attitude of judges, jurists and attorneys to precedents, to the role of the courts and to their contribution to the development of law.”

## Verfassungsrecht
Der Staat Israel hat noch keine endgültige Verfassung. Am 13. Juni 1950 beschloss die Knesset die Hariri Resolution, nach der eine Verfassung in Form von einzelnen Grundgesetzen aufgebaut werden soll. Bisher wird die Verfassung durch die Unabhängigkeitserklärung vom 14. Mai 1948 und durch inzwischen zwölf Grundgesetze ersetzt.
Die zwischen 1958 und 1988 verabschiedeten neun Grundgesetze befassen sich alle mit den Institutionen des Staates Israel. Im Jahr 1992 wurden die ersten beiden Grundgesetze beschlossen, die sich mit den Grundrechten seiner Bevölkerung befassen.

## Familienrecht
Nach osmanischer Rechtstradition besteht für Israelis verschiedener Zugehörigkeiten zu anerkannten Religionsgemeinschaften ein eigenes System religiöser Gerichte, die über Angelegenheiten des Familienrechts entscheiden. Personenstandsfragen wie Eheschließung und Scheidung, Unterhalt, Vormundschaft und Adoption Minderjähriger fallen unter die Zuständigkeit der Gerichtsbarkeit bzw. Verwaltung der jeweiligen Religionsgemeinschaft. Diese religiösen Gerichte sind die Rabbinatsgerichte für die jüdischen Glaubensgemeinschaften, die islamischen Scharia-Gerichte, die religiösen Gerichte der Drusen und die Kirchengerichte der zehn anerkannten christlichen Gemeinschaften in Israel. In jedem Jahr reisen mehrere hundert nicht- bzw. gemischt-religiöse Paare, deren israelische Religionsgemeinschaften ihnen keine Trauung erlauben, zur Schließung einer Zivilehe ins Ausland und lassen diese dann in Israel anerkennen. Für keiner Religionsgemeinschaft angehörende Partner gibt es inzwischen ein der Zivilehe ähnliches Rechtsinstitut. Mehrere Gesetzesinitiativen zur Einführung der Zivilehe scheiterten in den vergangenen Jahren am Widerstand orthodox-jüdischer Parteien.

## Gerichtswesen
Das Gerichtswesen in Israel ist, wie vergleichbare Institutionen in anderen Ländern, die Kontrollinstanz zum Schutz von Rechtsstaatlichkeit und individuellen Rechten. Durch die unvollständige Verfassung und weil Rechtsnormen aus der Osmanischen Zeit und der britischen Mandatsherrschaft fortbestehen, hat das Gerichtswesen in Israel eine wichtige und komplexe Position. Nach osmanischer Rechtstradition befassen sich Gerichte der Religionsgemeinschaften mit Sachen des Familienrechts. 
Die Spitze des israelischen Gerichtssystems bildet das Oberste Gericht mit Sitz in Jerusalem. Es fungiert als Instanzgericht und als Appellationsgericht in Zivil- und Strafsachen. Auf der nächsten Stufe der Hierarchie folgen die sechs Bezirksgerichte in Beʾer Scheva, Haifa, Jerusalem, Nazareth, Petach Tiqwa und Tel Aviv. Das Bezirksgericht in Haifa ist daneben Seegerichtshof für den gesamten Staat.
Auf unterster Stufe folgen die 30 Magistratsgerichte.
Seit 1969 existiert eine eigenständige Arbeitsgerichtsbarkeit mit Gerichten in Jerusalem, Tel Aviv, Haifa und Be’er Scheva, Berufungen werden direkt vom National Labour Court in Jerusalem gehört.

## Generalstaatsanwaltschaft
Der Attorney General, (hebräisch היועץ המשפטי לממשלה, Ha-Yo'etz Ha-Mishpati La-Memshala, der Rechtsbeistand der Regierung) ist eine dem deutschen Generalstaatsanwalt vergleichbare Position. Diese hatten inne:
- 1948–1950: Ja’akov Schimschon Schapira
- 1950–1960: Chaim Cohn
- 1960–1963: Gideon Hausner
- 1963–1968: Mosche Ben-Ze'ev
- 1968–1975: Meir Schamgar
- 1975–1978: Aharon Barak
- 1978–1986: Yitzhak Zamir
- 1986–1993: Yosef Harisch
- 1993–1997: Michael Ben-Yair
- 1997–1997: Roni Bar-On
- 1997–2003: Eljakim Rubinstein
- 2004–2010: Menachem Masus
- 2010–2016: Jehuda Weinstein
- 2016–     : Avichai Mandelblit